# 新霍里夫卡
47°22′28″N 35°32′24″E / 47.37444°N 35.54000°E
新霍里夫卡（羅馬化：Novohorivka）是位於烏克蘭南部扎波羅熱州瓦西里夫卡區羅茲多爾市鎮的村莊。該村距離塔夫里亞2公里，始建於1849年，面積1.987平方公里，海拔高度85米，2001年人口1,295。